# Rogers Arena
El Rogers Arena, també conegut amb el nom de The Garage, i anteriorment denominat Canada Hockey Place, és un pavelló esportiu multiesportiu situat a la ciutat de Vancouver (Colúmbia Britànica, Canadà).
Actualment és la seu dels Vancouver Canucks, club d'hoquei sobre gel que juga a la National Hockey League, i està patrocinada per l'empresa General Motors del Canadà. Entre 1995 i 2001 fou la seu dels Vancouver Grizzlies, moment en el qual la llicència fou venuda i passaren a denominar-se Memphis Grizzlies.

## Història
El pavelló fou finalitzat l'any 1995, i inaugurat el 21 de setembre d'aquell any, en substitució del Colisseu del Pacífic com a seu de la realització a la ciutat de Vancouver d'activitats d'hoquei sobre gel, bàsquet i concerts. Té una capacitat per a 18.810 persones (hoquei sobre gel), 19.700 (bàsquet) i 19.000 (concerts).
Durant la realització dels Jocs Olímpics d'Hivern de 2010, realitzats a la ciutat de Vancouver, fou la seu de part de la competició d'hoquei sobre gel. Així mateix fou la seu de la Copa del Món d'hoquei sobre gel el 1996 i del Campionat del Món de patinatge artístic l'any 2001.